# Anno zero
La locuzione anno zero è usata in cronologia per indicare l'inizio di un'era, sebbene il numero zero non venga solitamente usato esplicitamente per indicare un anno in un sistema cronologico.

## L'anno zero nella cronologia dell'era cristiana
Nella notazione degli storici, che normalmente utilizzano il calendario giuliano per i periodi antecedenti l'introduzione del calendario gregoriano, l'anno zero dell'era cristiana non esiste e si passa direttamente dall'anno 1 avanti Cristo all'anno 1 dopo Cristo: infatti il numero 0 venne introdotto in Europa solo dal 1202 dal pisano Leonardo Fibonacci. Esistono tuttavia altre notazioni come quella degli astronomi, che prevedono l'anno zero per indicare l'anno 1 a.C. degli storici.
Tradizionalmente, l'anno 1 dell'era cristiana è l'anno successivo al momento in cui si riteneva che fosse avvenuta la nascita di Gesù. Più precisamente, intorno al 523 il monaco Dionigi il Piccolo calcolò che l'anno 1 dell'era cristiana fosse incominciato nell'anno 753 dalla fondazione di Roma (aUc: ab Urbe condita). In realtà, la cronologia di Dionigi il Piccolo entrò in uso solo tra l'VIII e il X secolo, quando fu adottata dalla Chiesa di Roma. L'uso dell'era cristiana anche per gli anni avanti Cristo è molto più recente.

## La cronologia degli astronomi
La cronologia degli astronomi fu introdotta dall'astronomo francese Jacques Cassini nel Settecento. Per comodità essa usa il numero 0 per indicare l'anno 1 a.C. Gli anni avanti Cristo sono quindi indicati: −1 per l'anno 2 a.C., −2 per l'anno 3 a.C. e così via. Gli anni dopo Cristo invece vengono indicati con il semplice numero cardinale senza alcuna indicazione in lettere: 1 per 1 d.C., 2 per 2 d.C. e così via. La notazione degli storici e quella degli astronomi non vanno mai mischiate e scrivere −5 a.C. è errato perché non è chiaro che nomenclatura si sta usando e di conseguenza a che anno del calendario si sta facendo riferimento.
La notazione astronomica indubbiamente facilita i calcoli: si pensi al calcolo degli anni passati tra il 1º gennaio −9 (10 a.C.) e il 1º gennaio +10 (10 d.C.). Sono 19 anni e non 20 come potrebbe sembrare a prima vista. La cronologia degli astronomi viene spesso usata in ambito astronomico quando si fa riferimento a eventi antichi.

## L'anno zero e l'inizio di secoli e millenni
Il problema dell'esistenza dell'anno 0 è stato al centro di molte discussioni in occasione dell'avvento del III millennio (per poterne stabilire l'inizio esatto: 1º gennaio 2000 o 1º gennaio 2001). Il problema viene risolto ricordando che in realtà nel calendario gregoriano l'anno 0 non esiste e di conseguenza il primo millennio del calendario gregoriano ha inizio con l'anno 1.
Diversi scienziati hanno analizzato il problema per fornire un'esaustiva risposta ai dubbi sollevati. Rob van Glabbeek, noto per aver pubblicato un'analisi del problema da diversi punti di vista, ha indicato come data di inizio del terzo millennio il 1º gennaio 2001.
La Chiesa cattolica non ha fatto altro che ribadire la convenzione tradizionale nello stilare il calendario delle celebrazioni sacre - in occasione del Giubileo 2000 - per l'avvento del III millennio: tali celebrazioni sono avvenute alla fine del mese di dicembre 2000, perché il primo giorno del nuovo millennio è stato considerato il 1º gennaio 2001. La stessa lettera apostolica per le celebrazioni del Giubileo era intitolata Tertio millennio adveniente, usando un participio presente (adveniente, cioè "approssimandosi" il III millennio), in quanto non era ancora arrivato.

## L'anno zero della Cambogia Democratica
Anno Zero è un'espressione nota anche per essere stata la locuzione ufficiale usata dai Khmer rossi di Pol Pot, che volevano decretare con tale espressione l'inizio del loro dominio, con l'intento di differenziarsi da tutto ciò che li aveva preceduti nella guida della Cambogia; difatti al momento della presa di potere venne avviato un procedimento per deportare l'intera popolazione urbana (in particolar modo di Phnom Penh) nelle campagne, poiché Pol Pot giudicava controproducente per l'avvio del comunismo il "retaggio borghese e occidentale" delle grandi città. L'espressione riassume inoltre lo sterminio degli elementi considerati controproducenti per il nuovo regime, nonché l'indottrinamento delle nuove generazioni alle logiche del Partito Comunista. L'Anno Zero cambogiano ebbe inizio ufficialmente il 17 aprile 1975.